# LIMCH1
LIMCH1‏ (LIM and calponin homology domains 1) هوَ بروتين يُشَفر بواسطة جين LIMCH1 في الإنسان.